# مردم بدقلق
مردم بدقلق (انگلیسی: Difficult People) یک مجموعه تلویزیونی کمدی آمریکایی است که توسط جولی کلاوسنر ساخته شده است. کلاوسنر در کنار بیلی ایکنر نقش دو کمدین در حال تلاش و درمانده در شهر نیویورک را بازی می‌کنند. این دو به ظاهر از همه متنفرند، جز یکدیگر.
این مجموعه در ۵ اوت ۲۰۱۵ در هولو پخش شد، و برای دو فصل دیگر تمدید شد.